# Jean-Louis Buron
Jean-Louis Buron (Vénestanville, 4 aprile 1934 – 31 agosto 2005) è stato un calciatore francese, di ruolo centrocampista.

## Carriera

### Nazionale
Ha collezionato quattro presenze con la propria nazionale.

## Statistiche

### Cronologia presenze e reti in nazionale
| Cronologia completa delle presenze e delle reti in nazionale ― Francia | Cronologia completa delle presenze e delle reti in nazionale ― Francia | Cronologia completa delle presenze e delle reti in nazionale ― Francia | Cronologia completa delle presenze e delle reti in nazionale ― Francia | Cronologia completa delle presenze e delle reti in nazionale ― Francia | Cronologia completa delle presenze e delle reti in nazionale ― Francia | Cronologia completa delle presenze e delle reti in nazionale ― Francia | Cronologia completa delle presenze e delle reti in nazionale ― Francia |
| Data                                                                   | Città                                                                  | In casa                                                                | Risultato                                                              | Ospiti                                                                 | Competizione                                                           | Reti                                                                   | Note                                                                   |
| ---------------------------------------------------------------------- | ---------------------------------------------------------------------- | ---------------------------------------------------------------------- | ---------------------------------------------------------------------- | ---------------------------------------------------------------------- | ---------------------------------------------------------------------- | ---------------------------------------------------------------------- | ---------------------------------------------------------------------- |
| 29-9-1963                                                              | Parigi                                                                 | Bulgaria                                                               | 1 – 0                                                                  | Francia                                                                | Qual. Euro 1964                                                        | -                                                                      |                                                                        |
| 26-10-1963                                                             | Parigi                                                                 | Francia                                                                | 3 – 1                                                                  | Bulgaria                                                               | Qual. Euro 1964                                                        | -                                                                      |                                                                        |
| 11-11-1963                                                             | Parigi                                                                 | Francia                                                                | 2 – 2                                                                  | Svizzera                                                               | Amichevole                                                             | 1                                                                      |                                                                        |
| 25-12-1963                                                             | Parigi                                                                 | Francia                                                                | 1 – 2                                                                  | Belgio                                                                 | Amichevole                                                             | -                                                                      |                                                                        |
| Totale                                                                 |                                                                        | Presenze                                                               | 4                                                                      |                                                                        | Reti                                                                   | 1                                                                      |                                                                        |